# Sparkasse Rügen
Die Sparkasse Rügen war eine auf der Ostseeinsel Rügen tätige Sparkasse mit Sitz in Bergen auf Rügen.

## Geschichte
Am 5. Januar 2012 fand eine Umfirmierung von Kreissparkasse Rügen in Sparkasse Rügen statt.
|                           | 2006  | 2007  | 2008  | 2009  | 2010  | 2011  |
| ------------------------- | ----- | ----- | ----- | ----- | ----- | ----- |
| Bilanzsumme (Mio. Euro)   | 580,6 | 575,9 | 563,2 | 560,5 | 566,0 | 525,1 |
| Einlagen (Mio. Euro)      | 393,6 | 403,8 | 414,1 | 418,0 | 442,0 | 431,5 |
| Kundenkredite (Mio. Euro) | 288,6 | 274,5 | 257,5 | 256,4 | 261,3 | 261,4 |
| Mitarbeiter               | 179   | 176   | 175   | 176   | 167   | 179   |

Mit der Zustimmung des Kreistags des Landkreises Vorpommern-Rügen am 16. Juni 2013 wurde die Sparkasse Rügen rückwirkend zum 1. Januar 2013 mit in die Sparkasse Vorpommern aufgenommen; damit wird das Institut die größte Sparkasse Mecklenburg-Vorpommerns.

### Ehemalige Persönlichkeiten
- Kerstin Kassner, Verwaltungsratsvorsitzende bis 4. September 2011[2]